# 摩耶纜索站
摩耶纜索站（日语：／ Maya Keburu eki */?）是位於兵庫縣神戶市灘區箕岡通四丁目，神戶房屋及城市發展公社摩耶纜索線（摩耶纜車，摩耶View Line夢散歩）的車站。相當於摩耶纜車的山下站。

## 歷史
- 1925年（大正14年）1月6日 - 摩耶鋼索鐵道「高尾站」啟用[1]。
- 1938年（昭和13年）7月5日 - 發生阪神水災（日语：阪神大水害），使車站受損，直至8月4日前車站暫停服務。
- 1944年（昭和19年）2月11日 - 成為不要不急線而暫停服務[1]。翌年把軌道和主要設施撤走。
- 1955年（昭和30年）5月7日 - 車站大樓重建並重新營業[1]。車站設施再次建設。
- 1973年（昭和48年）2月1日 - 車站改名為「摩耶纜索下站」。
- 1975年（昭和50年）10月1日 - 六甲越有馬鐵道和摩耶鋼索鐵道合併，成為六甲摩耶鐵道（日语：六甲摩耶鉄道）車站。
- 1995年（平成7年）1月17日 - 發生阪神大地震，使車站受損，自從車站長期暫停服務[2]。
- 2000年（平成12年）4月25日 - 車站與纜索線無償轉讓給神戶市都市整備公社（現時：神戶房屋及城市發展公社），成為該公社的車站。
- 2001年（平成13年）3月17日 - 路線重開，此站重開。車站大樓翻新，同時改名為「摩耶纜索站」。

## 車站構造
車站是一座地面車站，月台位於路軌兩旁。從車站大樓望向月台，左邊是乘車專用月台，右邊是下車專用月台。月台呈梯級狀。月台在1955年開始營業時已經設有上蓋。檢票口的上蓋與車站大樓在阪神大地震後由於受損，後來在2001年修復完成後，大樓變成一座木屋風建築物。廁所位於車站大樓內。

## 車站周邊
車站周邊是沿山邊興建的幽靜住宅區。車站附近設有定食店和御好燒，沒有其他商店。
- 兵庫縣立神戶高等學校（日语：兵庫県立神戸高等学校）
- 五鬼城展望公園

## 巴士路線
站前設有巴士站。當中由於站前的道路為向東前進的單程路，因此乘車時需要注意巴士的目的地。
- 神戶市營巴士
  - 18系統
    - 西行 前往三宮站（在早上9時時段後段至下午3時時段前段途經新神戶站）
    - 東行 經阪急六甲前往JR六甲道

  - 102系統
    - 阪急王子公園站（東出口北邊）、JR灘站（北出口）、灘區公所方向前往JR六甲道

- 港口觀光巴士（日语：みなと観光バス (神戸市)）
  - 摩耶View Line坂巴士
    - 水道筋（日语：水道筋）、阪急王子公園站（西出口南邊）方向前往JR灘站（南出口）（部分班次途經阪神岩屋站）

## 相鄰車站
神戶房屋及城市發展公社
摩耶纜索線（摩耶纜車）
摩耶纜索－虹（虹之站）

## 注腳
1. 1 2 3  曾根悟（監修）. 朝日新聞出版分冊百科編集部（編集） , 编. . 週刊朝日百科. 30号 モノレール・新交通システム・鋼索鉄道. 朝日新聞出版. 2011-10-16: 36 （日语）.
2. ↑  . 交通新聞 (交通新聞社). 1995-07-17: 3 （日语）.

## 外部連結
- 摩耶View Line - 六甲、摩耶空中散歩 （页面存档备份，存于）（日語）